# Krośnice
Krośnice (deutsch Kraschnitz) ist ein Dorf im Powiat Milicki der Woiwodschaft Niederschlesien in Polen. Es ist Sitz der gleichnamigen Landgemeinde mit 8093 Einwohnern (Stand 31. Dezember 2020).

## Geographische Lage
Die Ortschaft liegt in Niederschlesien, etwa zehn Kilometer südöstlich von Milicz (Militsch) und 15 Kilometer nordwestlich von Twardogóra (Festenberg) am Rande des Militscher Teichgebietes.

## Geschichte

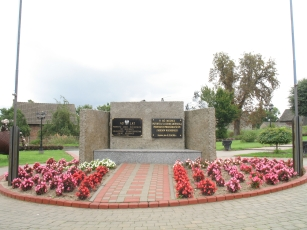
Polnische Gedenkstätte

Kraschnitz wurde im 14. Jahrhundert erstmals erwähnt. Es war Sitz einer Gutsherrschaft, die 1399 im Besitz von Bartosz Chwalibóg war. 1743 erwarb Anna Sophie Christiane Gräfin von Promnitz die Herrschaft, ihr folgten die Grafen von Reichenbach. 1785 ließ Heinrich Graf von Reichenbach-Goschütz ein neues Schloss errichten. 1845 kaufte Adalbert Graf von der Recke-Volmerstein Kraschnitz und ließ im selben Jahr das Schloss umbauen. 1863 übergab er seinem Sohn Leopold von der Recke-Volmerstein den Besitz, der 1864 erneute Umbauten am Schloss vornehmen ließ.
Kraschnitz war 1945 Teil des schlesischen Landkreises Militsch im Regierungsbezirk Breslau
der preußischen Provinz Niederschlesien des Deutschen Reichs.
Nach Ende des Zweiten Weltkrieges wurde Kraschnitz im Sommer 1945 zusammen mit fast ganz Schlesien von der sowjetischen Besatzungsmacht unter polnische Verwaltung gestellt. Die Polen führten für Kraschnitz die Ortsbezeichnung Krośnice ein. Die einheimische deutsche Bevölkerung wurde in der Folgezeit von der örtlichen polnischen Verwaltungsbehörde aus Kraschnitz vertrieben.
Das Schloss ist heute Sitz der Gemeindeverwaltung.

## Heil- und Pflegeanstalt
1860 gründete Adalbert von der Recke-Volmerstein in Kraschnitz ein Samariter-Ordensstift für behinderte und kranke Kinder. Zunächst wurden die Pflegerinnen durch Diakonissen aus Neuendettelsau in Franken ausgebildet. Später errichtete er nach dem Muster Von Bodelschwinghschen Anstalten Bethel das Diakonissenhaus Kraschnitz. Mit Beginn des Ersten Weltkrieges übernahm das Stift auch die Pflege von Kriegsversehrten. Die schlesisches Bethel genannte Heil- und Pflegeeinrichtung bestand in dieser Form bis zum 20. Januar 1945 und wurde wegen der nahenden Front evakuiert und geschlossen.
Heute wird die Einrichtung als Woiwodschaftskrankenhaus für Neuropsychiatrie (Wojewódzki Szpital Neuropsychiatrii w Krośnicach) genutzt.

### Bevölkerungsentwicklung
| Jahr | Einwohner | Anmerkungen |
| ---- | --------- | ----------- |
| 1933 | 1.934     | [ 1 ]       |
| 1939 | 2.133     | [ 1 ]       |

## Gemeinde
Zur Landgemeinde (gmina wiejska) Krośnice mit einer Fläche von 178,7 km² gehören das Dorf selbst und 21 weitere Dörfer mit Schulzenämtern (sołectwa).

## Verkehr
In Krośnice befindet sich ein nicht mehr bedienter Halt an der Bahnstrecke Oleśnica–Chojnice.